# 사모기티아어

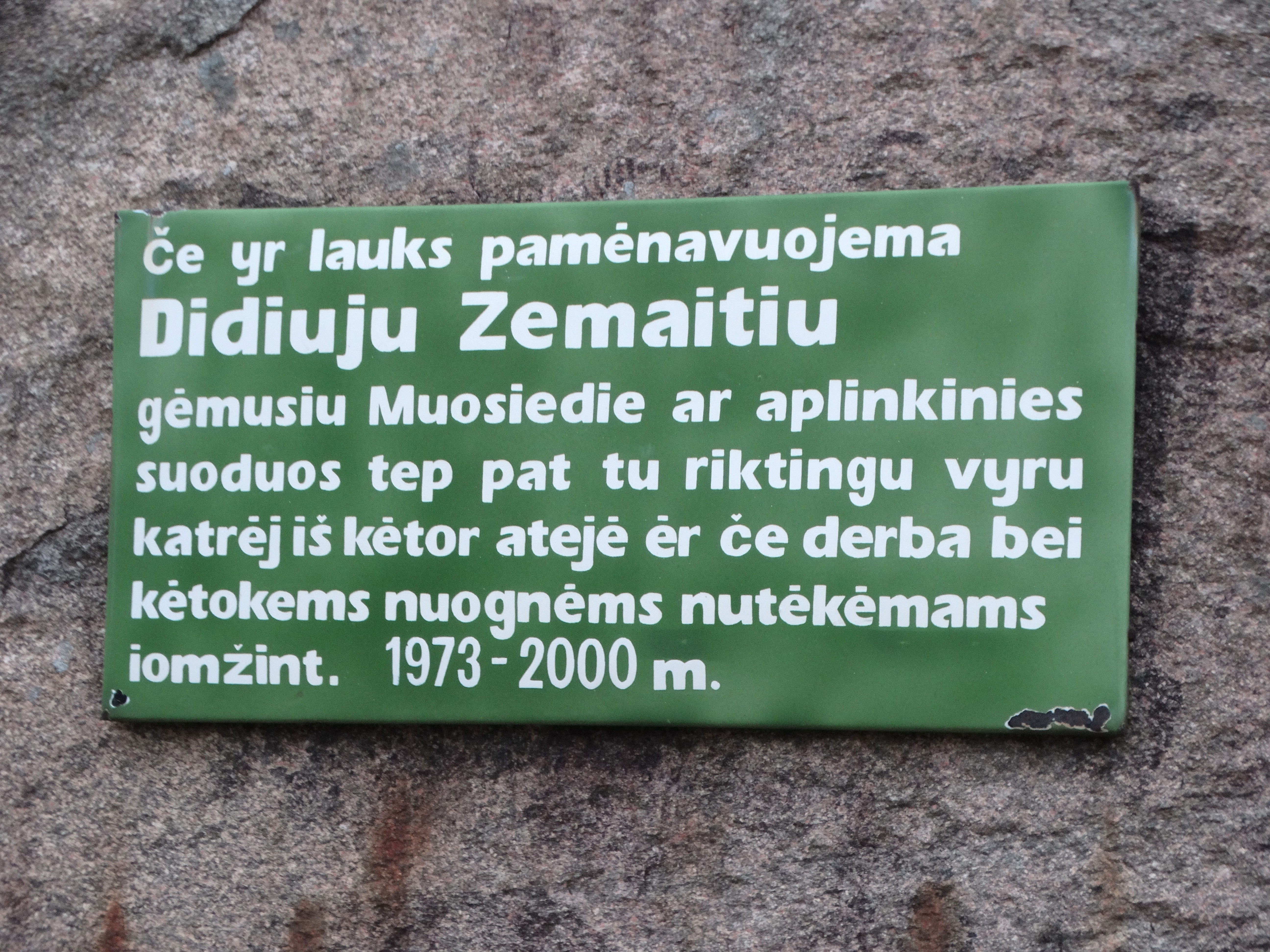

사모기티아어(Žemaičių kalba)는 리투아니아의 사모기티아(Žemaitija)에서 쓰이는 언어이다. 일반적으로는 리투아니아어의 방언으로 여겨지지만, 리투아니아어와 사모기티아어는 서로 알아듣기 힘들다.

## 방언
사모기티아어는 주요한 북부·서부·남부 방언으로 나뉘어 있다.
서부 방언은 클라이페다 주(Klaipėda)에서 사용되었고 현재는 리투아니아어의 방언으로만 존재한다.

## 문자
사모기티아어 알파벳은 다음 32문자이다.
| A a | [ā]         | Ā ā | [ėlguojė ā] | B b | [bė]        | C c | [cė]        |
| Č č | [čė]        | D d | [dė]        | E e | [ē]         | Ē ē | [ėlguojė ē] |
| Ė ė | [ė̄]         | Ė̄ ė̄ | [ėlguojė ė̄] | F f | [ėf]        | G g | [gė, gie]   |
| H h | [hā]        | I i | [ī]         | Ī ī | [ėlguojė ī] | J j | [jot]       |
| K k | [kā]        | L l | [ėl]        | M m | [ėm]        | N n | [ėn]        |
| O o | [ō]         | Ō ō | [ėlguojė ō] | P p | [pė]        | R r | [ėr]        |
| S s | [ės]        | Š š | [ėš]        | T t | [tė]        | U u | [ū]         |
| Ū ū | [ėlguojė ū] | V v | [vė]        | Z z | [zė, zet]   | Ž ž | [žė, žet].  |